# 全日本児童音楽協会
全日本児童音楽協会（ぜんにほんじどうおんがくきょうかい、英称：All-Japan Association of The Creation of Children's Songs、略称：AJACCS）は、子ども向け音楽の普及活動を推進する日本の作曲家・作詞家の団体。
初代会長は、「うみ」「こいのぼり」、「チューリップ」などの童謡の作曲で知られる井上武士。2001年1月までは「十人のインディアン」、「すいかの名産地」、 「メリーさんのひつじ」などのアメリカ、イギリス、フランスなどの民謡の翻訳を手書けた高田三九三も会長を務めた。現在の会長は塚本一実。
「新しい子どもの歌コンサート」と「幼児の歌作詞・作曲コンクール」を開催している。

## 沿革
- 1960年 - 全日本児童音楽連盟設立[1]。
- 1962年 - 全日本児童音楽協会に名称変更。作詞家の加入が可能になる。
- 1985年 - 『たのしい音楽あそび』（音楽之友社、全日本児童音楽協会編）発刊。
- 1986年4月 - 日本音楽作家団体協議会（FCA）の設立に参加[2]。
- 1988年 - 『たのしい童謠集』（音楽之友社、全日本児童音楽協会編）発刊。
- 2005年 - 第50回（創立45周年）こどもの歌まつりコンサート開催。
- 2010年 - 第55回（創立50周年）新しい子どもの歌コンサート開催。
特別出演「ボニージャックス」、『新しい童謡曲集5』発刊。